# Helius (Helius) yindi
Helius (Helius) yindi is een tweevleugelige uit de familie steltmuggen (Limoniidae). De soort komt voor in het Australaziatisch gebied.